# Major István (játékvezető)
Major István (1911–1986) magyar nemzeti labdarúgó-játékvezető, szakíró, oktató.

## Pályafutása
A játékvezetői vizsgát kétszer kellett tennie. Először 1945-ben Szekszárdon a Magyar Futballbírák Testülete (JT) előtt, majd Budapestre kerülve 1949-ben a JT előtt másodszor is vizsgázott. Az MLSZ JT minősítésével NB II-es bíró. 1962 júliusában az Magyar Testnevelési és Sport Tanács (MTST) sportpolitikai okokból egyik napról a másikra drákói határozattal olyan döntést hozott, hogy az élvonalbeli játékvezetők életkorát 50 évről azonnali végrehajtással 45 évre leszállította. A nemzeti játékvezetéstől 1962-ben visszavonult.
A második játékvezetői vizsgáját látványos eredménnyel zárta. Azonnal felkérték az MLSZ JT Oktatási Bizottság jegyzőjének. Szakmai fejlődését Tabák Endre, Barna Károly, Kárpáti József szabályértelmezők segítették. Az MLSZ Játékvezető Bizottságában (JB) az Oktatási és Módszertani Bizottság vezetője. Országjárása során tanfolyamok előadója, vizsgabiztosa.
Számtalan írásával, magyarázataival, cikkeivel, tanulmányaival segítette a szabályok egységes értelmezését. A Játékvezető című szaklap szerkesztő bizottságának évtizedeken át aktív tagja és munkatársa. A szabálykönyv folyamatos változásainak átvezetésében először 1965-ben szaklektorként, majd 1967-től társszerzőként vett részt. Oktatói munkája során osztrák sportbarátoktól külföldi oktatási anyagokhoz is hozzá tudott jutni.

## Könyve
- Major István - dr. Szilágyi György: Labdarúgás (Verseny- és játékszabályok) - 1976. Sport Kiadó ISBN 963-253-285-6

## Szakmai sikerek
- Bozsik József 100. válogatottsága alkalmára a Magyar labdarúgó-válogatott–Uruguayi labdarúgó-válogatott találkozó egyik partbírója lehetett.
- 1979-ben Petri Sándor az MLSZ JB elnöke évtizedeken át végzett áldozatos munkájáért ajándéktárgy jutalomba részesítette.
- 1984-ben Szlávik András a JB elnöke a Játékvezető című lap szerkesztésében - 1959-ben jelent meg az első szám - 25 éven keresztül végzett munkájáért tárgyjutalomba részesítette.

| Időpont           | Helyszín             | Mérkőzés típusa                   | Mérkőzés             | Játékvezető       | Eredmény | Nézők száma |
| ----------------- | -------------------- | --------------------------------- | -------------------- | ----------------- | -------- | ----------- |
| 1962. április 18. | Népstadion, Budapest | Bozsik József 100. válogatottsága | Magyarország–Uruguay | Branislav Tešanić | 1 – 1    | 80 000      |